# Larzac

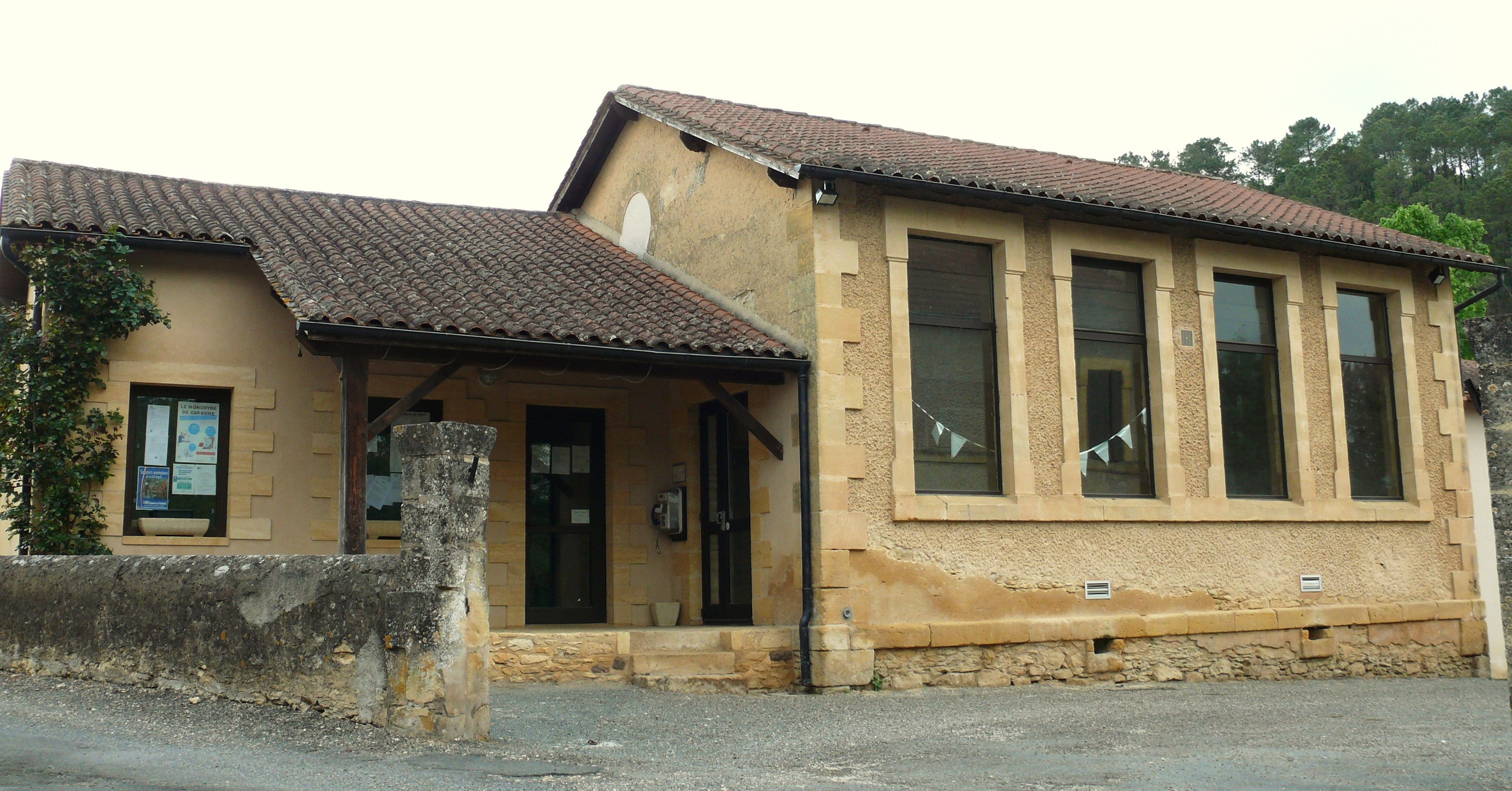
Mairie (Rathaus)

Larzac [laʁzak] (okzitanisch: gleichlautend) ist ein Ort und eine südwestfranzösische Gemeinde (commune) mit 148 Einwohnern (Stand 1. Januar 2022) in der alten Kulturlandschaft des Périgord im Département Dordogne in der Region Nouvelle-Aquitaine.

## Lage
Der Ort Larzac liegt im Périgord noir in einer Höhe von ca. 140 m ü. d. M. etwa 37 Kilometer (Fahrtstrecke) südwestlich von Sarlat-la-Canéda; Pays de Belvès befindet sich nur etwa sechs Kilometer nördlich. Das Gemeindegebiet wird vom Flüsschen Nauze durchquert.

## Bevölkerungsentwicklung
| Jahr      | 1968 | 1975 | 1982 | 1990 | 1999 | 2006 | 2012 |
| Einwohner | 105  | 106  | 117  | 105  | 115  | 134  | 135  |

Im 19. Jahrhundert lag die Einwohnerzahl der Gemeinde stets zwischen 250 und 350. Die Reblauskrise im Weinbau und der Verlust von Arbeitsplätzen infolge der Mechanisierung der Landwirtschaft führten bis in den 1960er und 1970er Jahren zu einem kontinuierlichen Rückgang der Bevölkerung.

## Wirtschaft
Die über Jahrhunderte zum Zweck der Selbstversorgung betriebene Landwirtschaft ist auch heute noch von großer ökonomischer Bedeutung für die Gemeinde. Der ehemals auch hier betriebene Weinbau ist jedoch nach der Reblauskrise gänzlich aufgegeben worden; Tabak und Mais sind ebenfalls auf dem Rückzug – stattdessen dominieren Wälder, Felder und Weiden, aber auch Walnuss-, Esskastanien- und Obstbäume die Region. Auch Gänseleberpastete und Trüffel zählen zu den regionalen Spezialitäten. Einige leerstehende Häuser werden als Ferienwohnungen (gîtes) vermietet.

## Geschichte
Vom 13. Jahrhundert bis zur Französischen Revolution gehörte Larzac zur Kastellanei von Belvès, die zeitweise unter der Kontrolle der Bischöfe von Bordeaux stand.

## Sehenswürdigkeiten
- Die der heiligen Maria Magdalena geweihte Pfarrkirche Église Sainte-Magdeleine ist ein einschiffiger romanischer Bau des ausgehenden 12. und frühen 13. Jahrhunderts. Die beim Bau verwendeten Steine sind halbwegs exakt behauen und im Verband vermauert. Die halbrunde Apsis hatte nur drei kleine und schmale Fenster; die später eingebauten Fenster des Langhauses sind dagegen etwas größer, gelaibt und zeigen im Spitzbogen einfaches gotisches Maßwerk: sie sind aber ansonsten ebenfalls ohne jegliche Begleitzier (Profile, Säulchen etc.). Auf der Südseite findet sich ein schlichtes Rundbogenportal. In der im 15. Jahrhundert insgesamt mit deutlich besser bearbeiteten Steinen neugestalteten Westfassade befinden sich ein spätgotisches Portal und ein Rundfenster mit Fischblasenmaßwerk, welche von mächtigen Strebepfeilern gerahmt werden. Die Fassade schließt nach oben mit einem dreigeteilten rechteckigen Glockengiebel (clocher mur) ab. Der Kirchenbau wurde bereits im Jahr 1913 als Monument historique[1] eingestuft.
- Ein Bauernhaus etwa einen Kilometer östlich des Ortes (44° 44′ 59″ N, 1° 1′ 8″ O) wurde in den 1990er Jahren zu einem buddhistischen Zen-Heiligtum (Ho Sho Ji = ‚erleuchteter Gipfel‘) mit einem japanischen Steingarten umgestaltet.
- Das Viaduc de Larzac (44° 44′ 58″ N, 1° 0′ 28″ O) ist mit 21 Bögen ca. 321 m lang. Es wurde 1863 nördlich des Ortes errichtet und führt die eingleisige  Bahnstrecke Niversac–Agen in einer leichten Kurve. Ursprünglich war die Strecke zweigleisig; das zweite Gleis wurde 1943 von deutschen Soldaten demontiert.

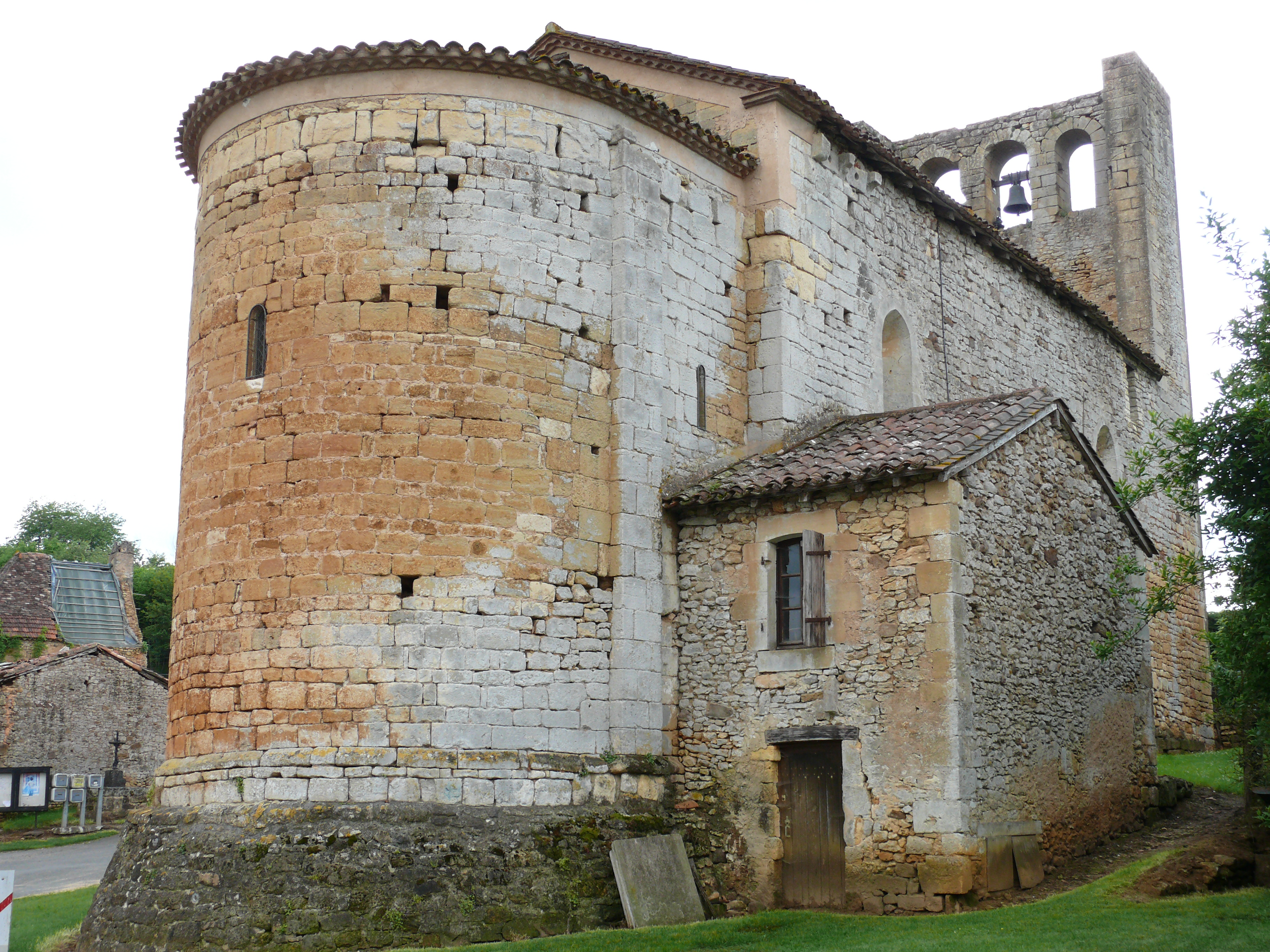
Kirche Sainte-Magdeleine (Apsis und Nordseite)
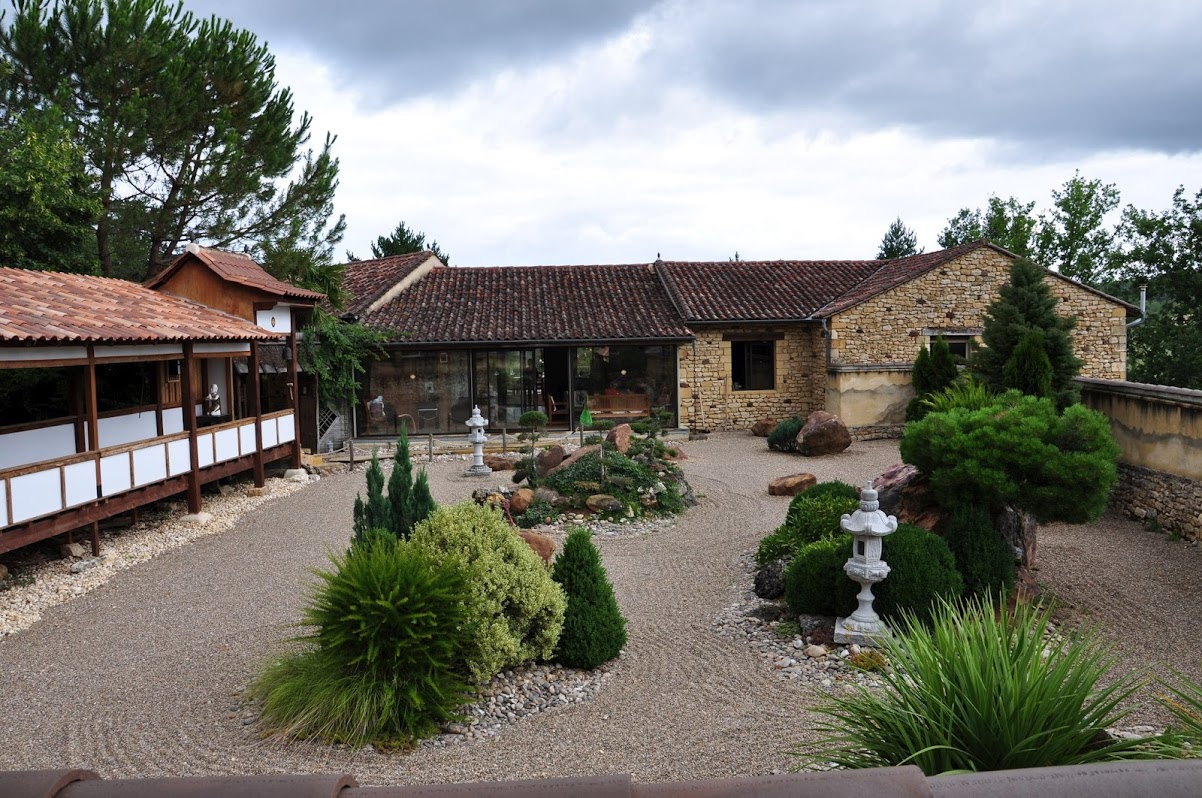
Ho-Sho-Ji-Tempel
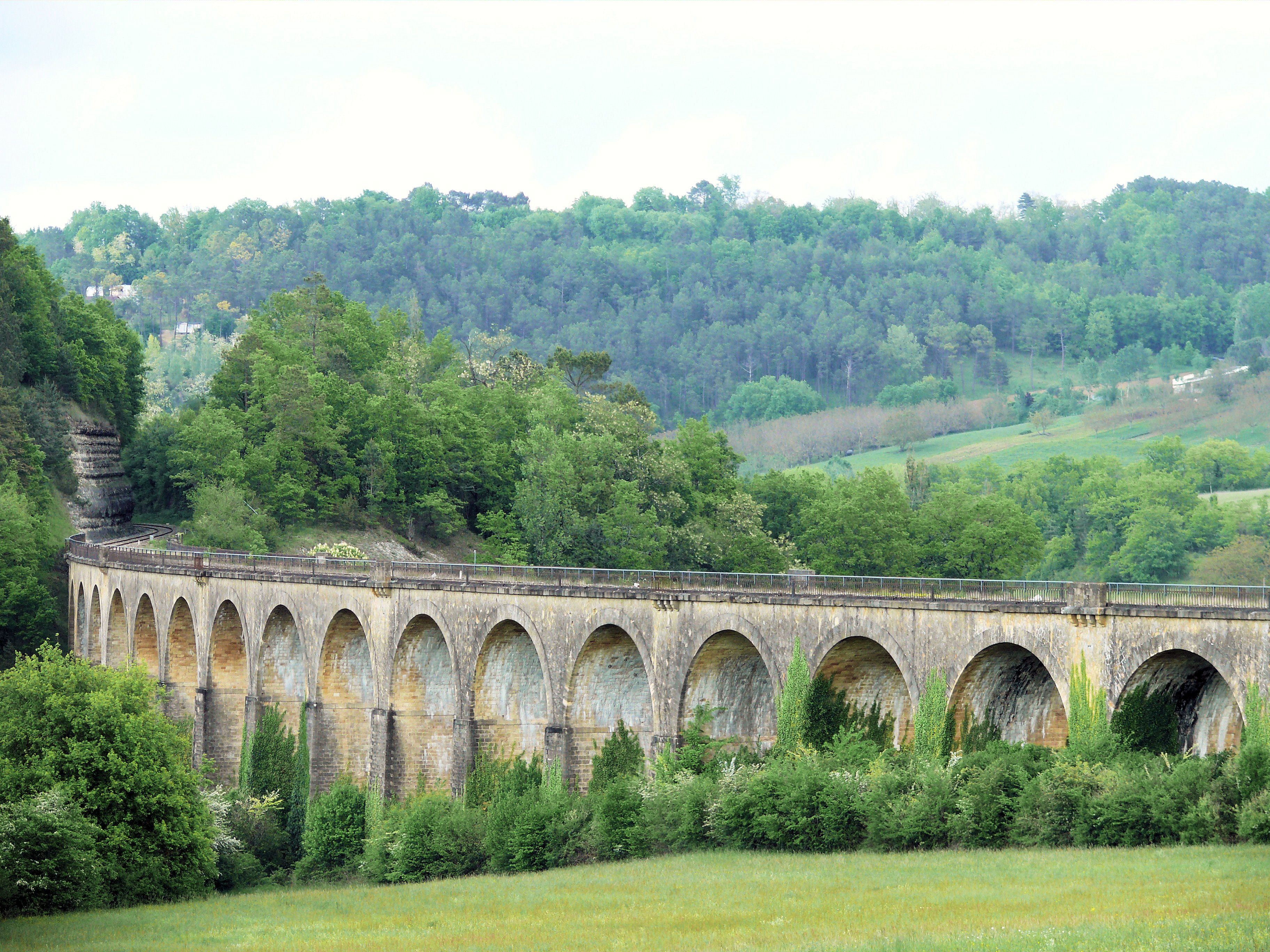
Viaduc de Larzac